# Rinaldo
Rinaldo és una òpera italiana composta per Georg Friedrich Händel. El llibret és de Giacomo Rossi basat en episodis del poema Gerusalemme liberata de Torquato Tasso. Fou la primera de les òperes de Händel per al públic anglès. Composta en poques setmanes, va manllevar algun fragment musical d'obres seves anteriors, encara desconegudes a Londres.
Fou estrenada al Queen's Theatre, Haymarket, a Londres, el 24 de febrer de 1711. Fou un gran èxit, degut en part a la participació de dos famosos castrati de l'època: Nicolò Grimaldi Nicolini i Valentino Urbani. Actualment, és una de les òperes més populars de Händel i una de les que més gravacions se n'han fet; fou la primera òpera de Händel representada al Metropolitan Opera House de Nova York, el 1984.
Rinaldo fou la primera òpera que Händel compongué per a la temporada londinenca, tot i que nombrosos fragments d'aquesta òpera no són més que reutilitzacions d'obres escrites anteriorment (sense anar més lluny, la famosa ària Laschia ch'io pianga té el seu origen en una breu sarabanda de l'òpera Almira, escrita a Hamburg el 1705). El 1731 Händel tornaria a revisar l'obra introduint algunes modificacions.
L'argument es basa en la recreació fantasiosa de la Primera Croada que fa Tasso. Armida és una maga que manté pres a l'heroi croat Rinaldo amb els seus encanteris; però la campanya no progressa sense Rinaldo i els seus companys decideixen rescatar-lo. L'ambient pastoral idíl·lic, l'odi convertit en amor i el sentit moral del deure en fan una peça clau del Barroc.
Poc temps després, amb la creació de la Royal Academy of Music i el seu desig de rivalitzar amb els principals teatres europeus, Händel va esdevenir el rei de l'òpera que Londres estava esperant amb títols com Ottone, Giulio Cesare, Tamerlano i Rodelinda. Per les seves produccions van ser contractats els millors cantants d'Europa. Noms com Margherita Durastanti, Francesca Cuzzoni, Faustina Bordoni, Senesino, Conti, etc. van cantar a la ciutat del Tàmesi sota les ordres de Händel i amb la seva popularitat, capricis, rivalitats i alts honoraris es van convertir en els veritables precursors dels divos actuals.
L'obra que segons Winton Dean entra en la categoria d'"òperes màgiques" amb elements fantàstics, transformacions, bruixes i mags pel mig, és un malbaratament d'inspiració melòdica de principi a fi. Té a més l'avantatge d'oferir un argument gens feixuc i escenes veritablement aconseguides. Musicalment parlant, Rinaldo és molt més que el Lascia ch'io pianga i el Cara sposa, per exemple, hi ha llargues seqüències en l'Acte I on la genialitat i talent musicals de Händel fan que siguem partícips d'un continu dispendi de bellesa musical escena rere escena, ària rere ària.

## Representacions
El seu èxit va despertar la ira d'Addison, que juntament amb Steele s'havien oposat a l'arribada de l'òpera italiana mitjançant la revista Tatler, que tots dos havien creat. Es van dedicar despeses inusuals a l'arranjament de l'escenari i la maquinària. Els jardins d'Armida es van omplir amb ocells vius, que Addison va anomenar amb menyspreu pardals. Es va tocar quinze nits seguides, cosa rara cosa en aquells dies. La part de Rinaldo va ser escrita per a Nicolini, la veu de la qual, abans de soprano, s'havia convertit ara en contralt, i el gran baix, Giuseppe Boschi, va fer la seva primera aparició a Londres en aquesta obra. El director del Hay Market, Aaron Hill va dedicar l'obra a la reina Anna. L'ària Cara sposa es va tocar a tots els clavicèmbals d'Anglaterra. La marxa es va convertir en la marxa del regiment dels Socorristes
durant quaranta anys, i disset anys més tard va ser adaptat per Pepusch al cor dels bandits a The Beggar's Opera. L'ària Lascia ch'io pianga encara és popular. L'obra va arribar després a Itàlia (on va ser interpretada a Nàpols per Leonardo Leo) i a Hamburg, i va ser reviscuda una vegada i una altra a Londres.